# Pedro de Mercado de Peñaloza
Pedro de Mercado de Peñalosa y Ronquillo (Segovia, España - La Plata, Virreinato del Perú) fue un militar español de fines del siglo XVI. Se destacó por haber sido gobernador del Tucumán entre 1595 y 1600.

## Biografía
Fue hijo del licenciado Pedro de Mercado y Peñalosa, quien fue oidor de la Chancillería de Valladolid y del Consejo Real, y de doña Catalina Ronquillo y Briceño. Estuvo casado con Beatriz Costilla y Gallinato Riberos con quien se dice que tuvo cuatro hijos. Fue hermano de Gonzalo Ronquillo de Peñalosa.
Mercado de Peñalosa llegó de Castilla a Lima en 1562, de allí pasó a Chile donde permaneció tres años. Regresó a Perú, fue visitador en la provincia de Xauxa y más tarde corregidor en Guamanga y La Paz. Actuó como capitán general de la Armada del virrey Martín Enríquez de Almansa. Ayudó al virrey Fernando Torres y Portugal, conde de Villar, en la defensa de posesiones en Arica.
Su título de gobernador del Tucumán fue firmado por el rey Felipe II en Madrid el 26 de abril de 1592.

### Gobierno del Tucumán (1595-1600)
Mercado de Peñalosa fue el último gobernador del Tucumán del siglo XVI. No fundó pueblos, pero sustentó y defendió las ciudades.
Durante su gobierno ocurrió una sublevación de diaguitas en La Rioja que dio muerte a sus encomenderos. Mercado pudo obtener su sumisión luego de enviar una fuerza al mando del capitán Tristán de Tejeda.
En la gobernación sufrió otra sublevación de los calchaquíes, que provocó la muerte de un sacerdote franciscano, cuatro españoles y varios soldados. Este levantamiento amenazó seriamente a las ciudades de San Miguel de Tucumán y Salta. Finalmente y tras varios combates, las tropas españolas pudieron derrotar a los aborígenes.
Por intercesión del sacerdote jesuita Gaspar de Monroy se pudo hacer las paces con el cacique Viltipico (o Piltipoco o Viltipoco) en 1595.
El 9 de septiembre de 1597 se llevó a cabo en Santiago del Estero el primer Sínodo diocesano al que concurrieron autoridades, religiosos y procuradores de todas las ciudades existentes en la gobernación para entonces, y en él se preconizó que los conventos fundaran las primeras escuelas. En él se aprobaron las resoluciones adaptadas en los Concilios anteriores de Lima, en 1567 y 1583 en lo concerniente a medidas de gobierno religioso, acerca de que la enseñanza religiosa debía dictarse en la lengua de los naturales y que debía exigirse probada suficiencia a los sacerdotes encargados de impartir la doctrina.
En 1597 y 1598, Juan Pérez Moreno ejerce como teniente de gobernador y justicia mayor de la ciudad capital.
En 1599 la ciudad de Córdoba contaba con 60 familias españolas y 6000 indígenas; ya habían llegado las órdenes religiosas de los jesuitas, mercedarios, dominicos y franciscanos. Respondiendo a un pedido jesuítico, el gobernador dictó un "auto" facultando a los padres a erigirse casa y colegios donde lo juzguen necesarios. Entregó a los jesuitas lo que hoy se denomina la Manzana Jesuítica, donde se construyeron el Colegio Máximo (1610), la Universidad de Córdoba (1622), la Iglesia (1644), etc. hoy Patrimonio de la Humanidad de la UNESCO.
En 1600 Francisco Solano abandonó definitivamente la provincia y se dirigió hacia Lima, donde falleció en 1610. También en 1600 el gobernador Mercado de Peñalosa dejó la ciudad en manos del teniente de gobernador, Fernando de Toledo y Pimentel, que estaba casado con Clara Blázquez y Torres y tuvieron cinco hijos santiagueños.